# Miller Ice Rise
Der Miller Ice Rise war eine 3 km lange und 1,5 km breite Eiskuppel vor der Fallières-Küste des Grahamlands auf der Antarktischen Halbinsel. Sie ragte um 1974 in einer Entfernung von 26 km westnordwestlich der Triune Peaks nahe der Front des Wordie-Schelfeises im südlichen Abschnitt der Marguerite Bay auf.
Der Falkland Islands Dependencies Survey nahm zwischen 1948 und 1949 Vermessungen vor. Luftaufnahmen entstanden 1966 durch die United States Navy. Das Advisory Committee on Antarctic Names benannte sie 1977 nach Richard Miller, Cheffunker auf der Palmer-Station im antarktischen Winter 1968. Durch den Rückgang des Wordie-Schelfeises war die Eiskuppel 1998 verschwunden.